# Ingi
Ingi ist ein isländischer, färöischer, altnordischer sowie altdänischer männlicher Vorname. Im Schwedischen ist es ein weiblicher Vorname.

## Herkunft und Bedeutung
Der weibliche Vorname Ingi ist eine nordfriesische Variante des Namens Inge.
Der männliche Vorname ist entweder eine Kurzform von Namen, die mit "Ing-" beginnen und die auf den alten germanischen Gott Yngvi, der wichtigsten Gottheit der Ingaevonen, zurückgehen; oder der Name leitet sich von dem Namen Yngvi selbst ab.

## Namensträger
- Ingi Agnarsson (* 1971), isländischer Zoologe
- Ingi Højsted (* 1985), färöischer Fußballspieler
- Ingi Ragnar Ingason, isländischer Filmemacher, Mitarbeiter von WikiLeaks
- Ingi Þorsteinsson (1930–2006), isländischer Leichtathlet

Zwischenname
- Guðmundur Ingi Guðbrandsson (* 1977), isländischer Umweltmanager und Politiker
- Jón Ingi Guðmundsson (1909–1989), isländischer Wasserballspieler
- Eyþór Ingi Gunnlaugsson (* 1989), isländischer Sänger
- Jóhann Ingi Gunnarsson (* 1954), isländischer Handballtrainer und Sportpsychologe
- Magnús Ingi Helgason (* 1980), isländischer Badmintonspieler
- Sverrir Ingi Ingason (* 1993), isländischer Fußballspieler
- Sigurður Ingi Jóhannsson (* 1962), isländischer Politiker (Fortschrittspartei)
- Andrés Ingi Jónsson (* 1979), isländischer Politiker
- Ómar Ingi Magnússon (* 1997), isländischer Handballspieler
- Þórarinn Ingi Pétursson (* 1972), isländischer Politiker (Fortschrittspartei)
- Ólafur Ingi Skúlason (* 1983), isländischer Fußballspieler

## Namensträgerinnen
- Ingi Vaher (1930–1999), estnische Glaskünstlerin und Designerin